# Mads Jensen
Mads Kyed Jensen (Copenaghen, 24 aprile 1999) è un pallavolista danese, opposto del Verona.

## Carriera

### Club
La carriera di Mads Jensen inizia nel 2015 nelle giovanili del Gentofte; nella stagione 2016-17 viene promosso in prima squadra, esordendo nella VolleyLigaen danese e vincendo due Coppe di Danimarca e due scudetti.
Nel 2020 si trasferisce alla squadra universitaria statunitense della UC Los Angeles, in NCAA Division I, anche se poi i tornei vengono interrotti a causa della pandemia di Covid-19. Nella stagione 2020-21, a campionato già iniziato, viene ingaggiato dalla NBV, nella Superlega italiana: resta nella stessa divisione anche nell'annata successiva quando passa al neonato Verona, mentre per il campionato 2023-24 si accasa al Cuneo, in Serie A2. Nella stagione successiva tuttavia ritorna al Verona, in Superlega.

### Nazionale
Nel 2015 viene convocato sia nella nazionale danese under 17, con cui si aggiudica la medaglia d'oro al campionato NEVZA di categoria, sia in quella under 18, che in quella under 19: in quest'ultima è convocato fino al 2017, conquistando la medaglia d'oro nell'edizione 2015 e 2016 del campionato NEVZA. Nel biennio dal 2016 al 2018 è nella selezione under 20.
Nel 2017 ottiene le prime convocazioni nella nazionale maggiore, partecipando alla European League. Nel 2021 vince la medaglia d'oro all'European Silver League, venendo premiato come MVP.

## Palmarès

### Club
- Campionato danese: 2

2017-18, 2018-19
- Coppa di Danimarca: 2

2016-17, 2018-19

### Nazionale (competizioni minori)
- Campionato NEVZA under 17 2015
- Campionato NEVZA under 19 2015
- Campionato NEVZA under 19 2016
- European Silver League 2021

### Premi individuali
- 2021 - European Silver League: MVP